# Вишняков, Александр Олегович
Александр Олегович Вишняков (род. 8 мая 1986, Хабаровск) — белорусский футболист, нападающий.

## Биография
Воспитанник футбольной школы «Смена» (Минск), первый тренер — Николай Николаевич Едалов.
В 2002 году перешёл в БАТЭ, где в первое время играл за дублирующий состав. Всего в 2002—2007 годах сыграл в первенстве дублёров 74 матча и забил 23 гола. В основном составе борисовского клуба дебютировал 11 ноября 2004 года в матче Кубка Белоруссии против брестского «Динамо» (2:1), на 60-й минуте заменил Евгения Лошанкова, а на 84-й минуте забил победный гол в матче. В высшей лиге Белоруссии провёл первые матчи только в следующем сезоне. Стал финалистом Кубка Белоруссии 2005 года (вышел на замену в финальном матче) и обладателем Кубка страны 2006 года (в финале не играл). Сезон 2006 года пропустил почти полностью из-за травмы. В 2007 году сыграл 4 матча, его клуб в том сезоне стал чемпионом Белоруссии. В составе БАТЭ принимал участие в матчах еврокубков.
В 2008 году перешёл в «Нафтан», где сыграл только 2 матча за основную команду и 11 матчей в первенстве дублёров. По окончании сезона завершил карьеру из-за череды травм. Всего в составе БАТЭ и «Нафтана» сыграл 23 матча и забил 2 гола в высшей лиге.
Выступал за юношескую и молодёжную сборную Белоруссии.
После окончания карьеры принимал участие в матчах ветеранов.